# Kanada i olympiska vinterspelen 2006
Kanadas OS-trupp vid olympiska vinterspelen 2006

## Medaljer

### Guld
- Freestyle
  - Puckelpist damer: Jennifer Heil
- Skeleton
  - Singel herrar: Duff Gibson
- Curling
  - Herrar: Brad Gushue, Mark Nichols, Russ Howard, Jamie Korab, Mike Adam
- Skridsko
  - 5 000 m damer: Clara Hughes

### Silver
- Längdskidåkning
  - Sprinstafett damer: Sara Renner och Beckie Scott -
- Skeleton
  - Singel herrar: Jeff Pain
- Bob
  - Två-mans herrar: Pierre Lueders & Lascelles Brown
- Short track
  - 5 000 m herrar: Francois-Louis Tremblay
  - 5 000 meter stafett: Eric Bedard, Charles Hamelin, Francois-Louis Tremblay & Mathieu Turcotte

### Brons
- Short track
  - 500 meter herrar: Anouk Leblanc-Boucher
- Skeleton
  - Singel damer: Mellisa Hollingsworth
- Konståkning
  - Singel herrar: Jeffrey Buttle
- Curling
  - Damer: Shannon Kleibrink, Amy Nixon, Glenys Bakker, Christine Keshen, Sandra Jenkins
- Skridsko
  - 5 000 meter damer: Cindy Klassen
  - 3 000 meter damer: Cindy Klassen